# Aloinopsis schooneesii
Aloinopsis schooneesii es una especie de planta suculenta perteneciente a la familia de las aizoáceas. Es originaria de Sudáfrica.

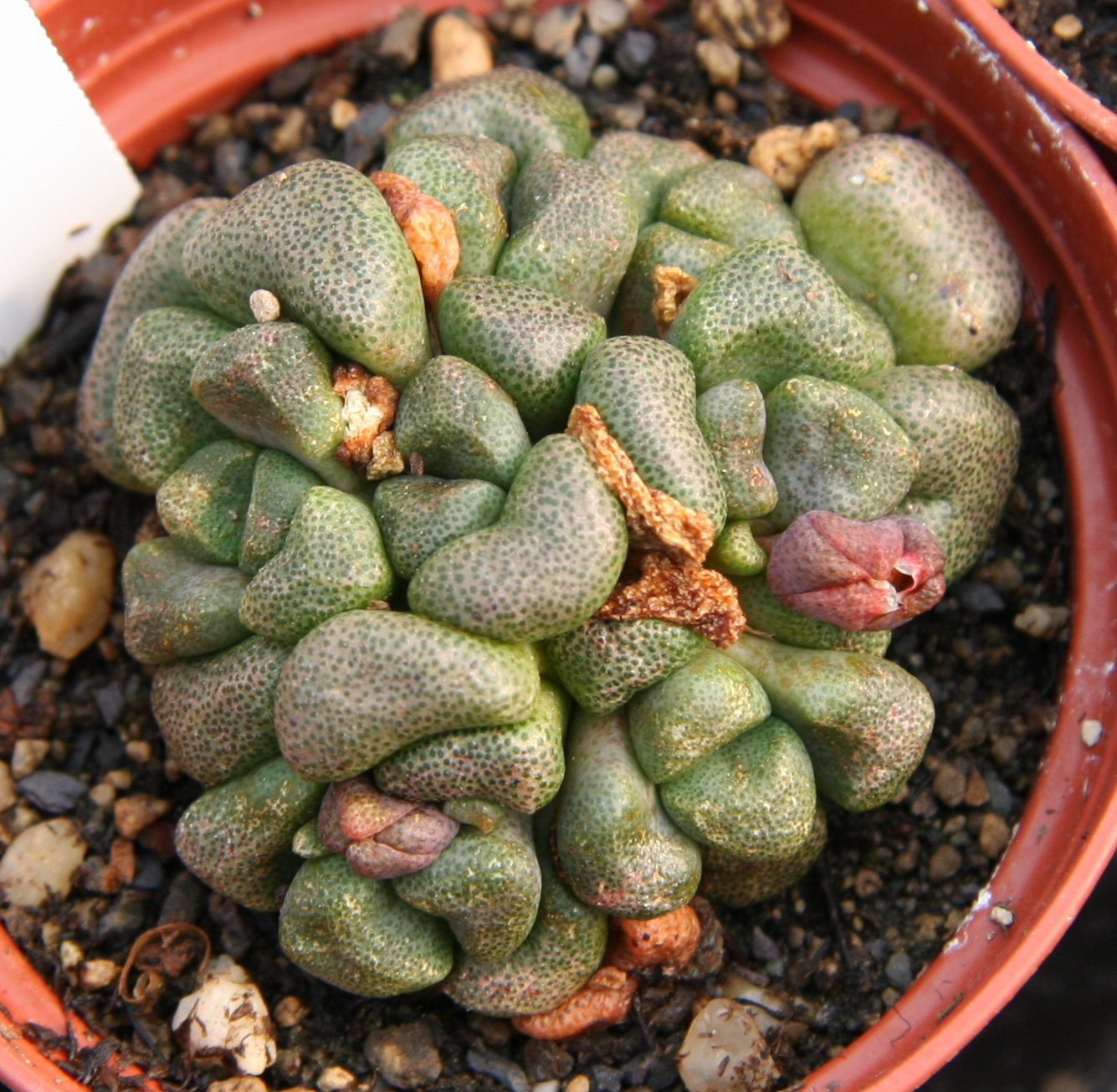
Vista de la planta

## Descripción
Es una pequeña planta suculenta perennifolia que alcanza un tamaño de 3 a 5 cm de altura a una altitud de 900 - 1200 metros en Sudáfrica.

## Taxonomía
Aloinopsis  schooneesii fue descrita por (L.Bolus) L.Bolus y publicado en Notes Mesembryanthemum [H.M.L. Bolus] 3: 378. 1958
Etimología
Aloinopsis: nombre genérico que significa "similar al Aloe"
schooneesii: epíteto
Sinonimia
- Nananthus schooneesii (L.Bolus) L.Bolus
- Aloinopsis schooneesii var. acutipetala L.Bolus
- Aloinopsis schooneesii var. willowmorensis L.Bolus[3]